# Wikipodróże
Wikipodróże (Wikivoyage [ˌvɪkivo̯aˈjaːʒ]) – portal internetowy Wikimedia Foundation poświęcony tematyce turystycznej, oparty na technologii wiki i tworzony na wolnej licencji przez zaangażowanych w ten projekt wolontariuszy.

## Historia

Logo Wikivoyage (2006–2012)

Serwis Wikivoyage powstał po tym jak we wrześniu 2006 r. społeczności niemieckiej i włoskiej wersji Wikitravel, podjęły decyzję, aby przenieść się i treść stron na nowy serwer. Było to zgodne z postanowieniami licencyjnymi, a taka operacja jest znana pod nazwą fork. Pod nazwą „Wikivoyage” zaczął działać 10 grudnia 2006 i jako własność niemieckiego stowarzyszenia Wikivoyage e.V. (w tym celu stworzonego) był przez nie zarządzany. Wikivoyage wykorzystuje podobnie jak i Wikipedia licencję Creative Commons Attribution ShareAlike license i działa w oparciu o oprogramowanie MediaWiki.

## Projekt siostrzany w ramachWikimedia Foundation

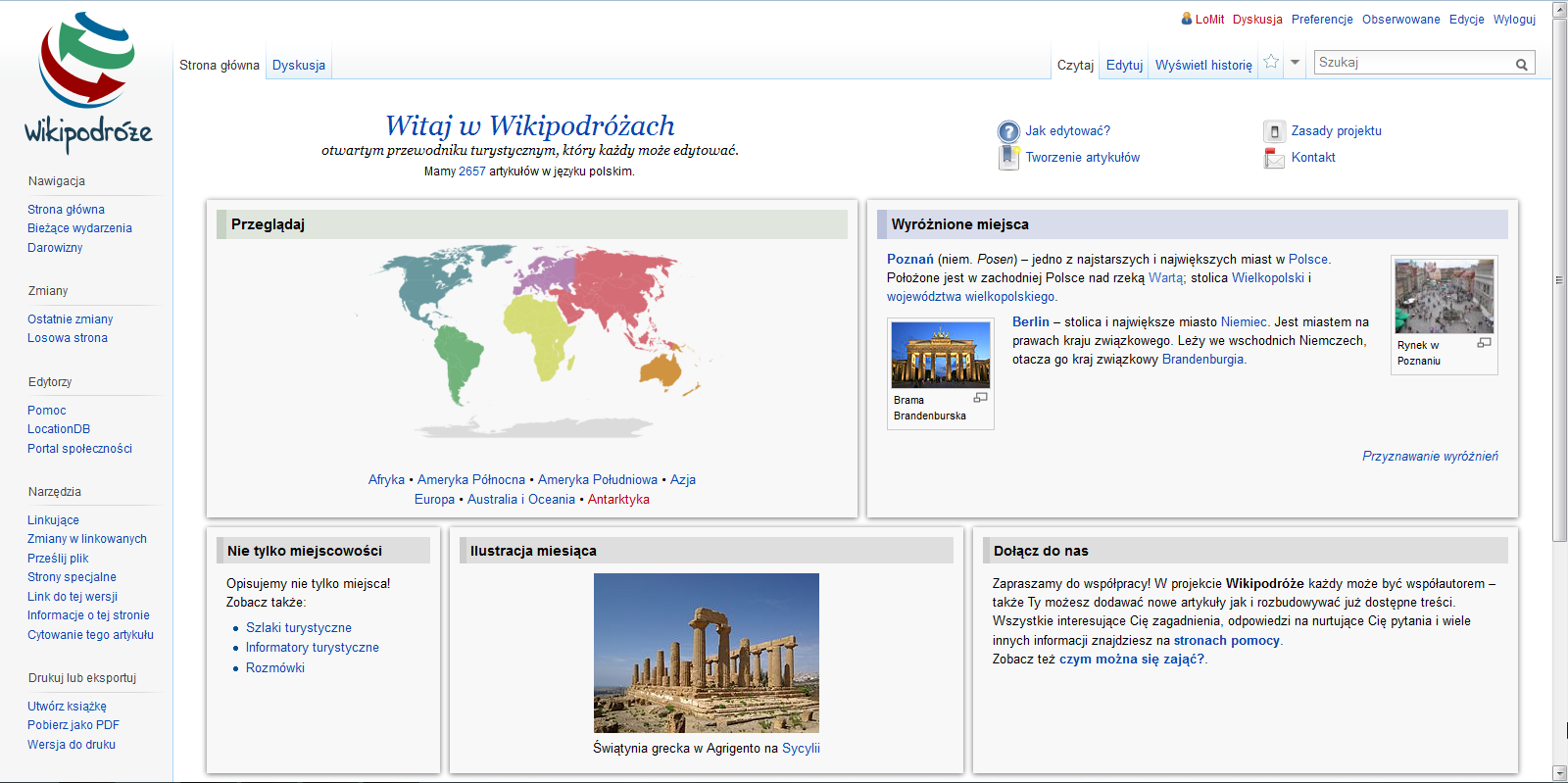
Polskojęzyczna wersja Wikivoyage

W 2012 po długim okresie niezadowolenia z ówczesnego hostingu, społeczność anglojęzycznej wersji Wikitravel także podjęła decyzję o odłączeniu się od tego projektu. W połowie 2012 r. stowarzyszenie Wikivoyage e.V., jak również część społeczności wolontariuszy Wikitravel podjęli decyzję o wspólnym przyłączeniu się jako nowy projekt siostrzany w ramach projektów Wikimedia Foundation i konsolidacji dotychczasowych treści obu projektów. Dalsze ustalenia i porozumienia z Wikimedia Foundation w grudniu 2012 spowodowały, że projekt znalazł się na jej serwerach, a oficjalne ponowne uruchomienie Wikivoyage nastąpiło 15 stycznia 2013 w 12. rocznicę powstania Wikipedii.
Wikivoyage pod egidą Wikimedia Foundation działa w następujących wersjach językowych (stan na 17.01.2021):
- angielskiej
- niemieckiej
- włoskiej
- rosyjskiej (pod nazwą Викигид)
- szwedzkiej
- holenderskiej
- francuskiej
- chińskiej
- fińskiej
- hiszpańskiej (od 3 stycznia 2013 pod nazwą Wikiviajes)
- portugalskiej (od 3 stycznia 2013)
- perskiej (od 11 stycznia 2013)
- polskiej (od 7 lutego 2013 pod nazwą Wikipodróże)
- rumuńskiej (od 7 lutego 2013)
- hebrajskiej (od 27 marca 2013)
- ukraińskiej (od 27 marca 2013 pod nazwą Вікімандри)
- greckiej (od 16 maja 2013)
- wietnamskiej (od 11 sierpnia 2013)
- hindi (od 29 września 2017)
- bengalskiej (od 7 czerwca 2018)
- paszto (od 7 czerwca 2018)
- japońskiej (od 27 sierpnia 2020)
- esperanckiej (od 15 grudnia 2020)